# Каллистов, Анатолий Назарович
Анатолий Назарович Каллистов (20 ноября 1910, Леушино — 22 июля 2001, Москва) — советский инженер-металлург, организатор производства, директор завода № 12 Первого главного управления при Совете Министров СССР в Электростали Московской области, Герой Социалистического Труда. Лауреат Сталинской премии первой степени.

## Биография
Родился в семье учителей. В годы Гражданской войны остался круглым сиротой и воспитывался в детском доме и в трудовой колонии в Татарской АССР.
Окончил среднюю школу, Свердловский горно-металлургический техникум. С 1932 года работал техником-исследователем в Свердловском северном институте цветных металлов. В 1933 году поступил сразу на третий курс Уральского политехнического института, окончил его в 1935 году. В 1935—1940 годах — инженер, начальник цеха. С декабря 1937 года директор Пышминского медеэлектролитного завода в Свердловской области.
В 1940 году был арестован по ложному доносу за отгрузку бракованных вайербарсов, осужден за «вредительство». Срок отбывал в Мончегорске, где работал на заводе «Североникель» начальником смены в кобальтовом цехе. В августе 1941 года этапирован в «Вятлаг» НКВД СССР в Кировской области, работал на строительстве железной дороги.
В июне 1942 года добился пересмотра дела, был оправдан и освобождён. Направлен на работу научным сотрудником на завод № 170 в Свердловске. Через несколько месяцев назначен главным инженером завода № 150 Свердловска. С 1943 года — директор завода № 521 в Первоуральске Свердловской области.
После организации в августе 1945 года под руководством генерал-полковника инженерно-артиллерийской службы Б. Л. Ванникова Первого главного управления при Совете Народных Комиссаров (Совете Министров СССР) с 1946 по 1951 годы работал директором завода № 12 в Электростали. На заводе было организовано первое в СССР производство чистого металлического урана и изготовление из него изделий для загрузки в промышленный ядерный реактор в целях наработки плутония. Возглавив предприятие, А. Н. Каллистов провёл комплекс работ, связанных с реконструкцией завода и организацией производства урановых блоков. 29 августа 1949 года в СССР на Семипалатинском полигоне был осуществлён взрыв первой советской плутониевой бомбы «РДС-1», явившийся ответом на угрозы США, обладавших к тому времени ядерным оружием, которое они уже неоднократно успели испытать, а также применить для бомбардировок Японии.

С 1951 года работал в Новосибирске директором завода № 250 — «почтовый ящик № 80», обеспечивая атомную промышленность изделиями из урана и организовывая производство других материалов. В 1956 году он вновь назначен директором завода № 12, где трудился до 1959 года.
С 1959 года до ухода на пенсию в середине 1980-х годов длительное время избирался председателем Центрального Комитета профсоюза работников Министерства среднего машиностроения, много сделал для повышения уровня труда и отдыха работников атомной промышленности.
Проживал в Москве, где скончался в 2001 году.

## Признание
- Указом Президиума ВС СССР от 29 октября 1949 года «О присвоении звания Героя Социалистического Труда научным, инженерно-техническим и руководящим работникам научно-исследовательских, конструкторских организаций и промышленных предприятий» «за исключительные заслуги перед государством при выполнении специального задания» А. Н. Каллистову было присвоено звание Героя Социалистического Труда с вручением ордена Ленина и золотой медали «Серп и Молот».
- орден Ленина (1949)
- орден Красного Знамени
- орден Красного Знамени
- орден «Знак Почёта»
- медаль «За трудовую доблесть».
- Сталинская премия первой степени (1949 год) — за участие в разработке и внедрении в производство технологии изготовления чистого металлического урана